# Siphocampylus schlimianus
Siphocampylus schlimianus är en klockväxtart som beskrevs av Jules Émile Planchon. Siphocampylus schlimianus ingår i släktet Siphocampylus och familjen klockväxter. Inga underarter finns listade i Catalogue of Life.